# Sekemre Šedvast
Sekemre Šedvast, lahko tudi  Sekemrešedvaset, je bil domorodni egipčanski faraon iz Šestnajste egipčanske dinastije v Drugem vmesnem obdobju Egipta.
Njegovo prestolno ime Sekemre Šedvast se dobesedno prevede v "moč Raja, ki rešuje Tebe". Njegovo osebno ime (nomen) ni znano. Dokazan je samo na Torinskem seznamu kraljev, kjer je omenjen kot naslednik kralja Bebianka.
Sekemre Šedvast ni splošno sprejet in je morda istoveten s Sekemre Šedtavi Sobekemsafom II., ki ima podobno prestolno ime. Čej to res, je bil morda poročen s kraljico Nubkaes II. in z njo morda imel sina Sekemre-Vepmaat Intefa.